# (460) Scania
(460) Scania ist ein Asteroid des Hauptgürtels, der am 22. Oktober 1900 vom deutschen Astronomen Max Wolf in Heidelberg entdeckt wurde.
Der Name des Asteroiden ist von der schwedischen Region Schonen (lat. Scania) abgeleitet.

## Trivia
Der Name des Asteroiden wurde 1945 verwendet für die Taufe des US-amerikanischen Angriffsfrachtschiffs (Attack Cargo Ship) der Artemis-Klasse USS Scania (AKA-40).